# Paul Joachimi
Paul Joachimi (* 27. September 1909 in Neubrandenburg; † 26. April 1993 in Bonn) war ein deutscher Verwaltungsjurist und Ministerialbeamter, zuletzt als Ministerialdirektor im Bundesministerium für Wohnungswesen und Städtebau bzw. für Städtebau, Raumordnung und Bauwesen.

## Leben
Joachimi studierte an der Philipps-Universität Marburg, der Ludwig-Maximilians-Universität München und der Friedrichs-Universität Halle Rechtswissenschaft. 1929 wurde er im Corps Teutonia Marburg recipiert. In Halle bestand er 1932 die Erste Juristische Staatsprüfung. 1934 wurde er an der Rechts- und staatswissenschaftlichen Fakultät zum Dr. iur. promoviert. Seit 1935 Assessor, arbeitete er zunächst in einer Rechtsanwaltskanzlei. Nach Eintritt in den Staatsdienst war er 1936/37 bei der Reichspostdirektion in Berlin, 1937/38 bei der Regierung in Frankfurt (Oder) und ab 1938 im Preußischen Staatsministerium tätig, zuletzt als Oberregierungsrat. Im  Zweiten Weltkrieg war er 1939 und ab 1943 Hauptmann der Wehrmacht. 1947 wurde er aus französischer Kriegsgefangenschaft entlassen. Zunächst in der Privatwirtschaft, trat er 1948 wieder in den Staatsdienst. Bis 1953 war er beim Bevollmächtigten Niedersachsens bei der Verwaltung des Vereinigten Wirtschaftsgebiets in Frankfurt am Main und beim Bund in Bonn.
Von 1953 bis 1975 war er im Bundesbauministerium. Dort leitete er als Ministerialrat zunächst die Abteilung für Allgemeine Verwaltung, Personal, Haushalt, Recht, Sondermaßnahmen, Beteiligungen und Wohnungsfürsorge für Bundesbedienstete. 1966 kamen die Bereiche Volkswirtschaftliche Grundlagen, Fragen der Kreditwirtschaft und Steuerpolitik sowie Finanzierungen hinzu. 1968 wurde er im Bundesministerium für Städtebau, Raumordnung und Bauwesen als Ministerialdirektor Abteilungsleiter der neuen Abteilung für Wohnungswesen. Mit seiner Frau Ingeborg Joachimi, geborene Jahn, hatte er den 1948 geborenen Sohn Christian Joachimi und lebte in Bonn-Bad Godesberg.

## Ehrungen
- Verdienstorden der Bundesrepublik Deutschland, Großes Verdienstkreuz (1969)
- Großes Verdienstkreuz mit Stern (1975)